# Nokia Lumia 710
Nokia Lumia 710 – jeden z pierwszych smartfonów Nokia oparty na systemie operacyjnym Microsoft Windows Phone. W Europie jego premiera miała miejsce w listopadzie 2011 roku, natomiast w USA jest dostępny od stycznia 2012. Pierwszymi użytkownikami tego telefonu byli jednak mieszkańcy Rosji, Indii, Singapuru i Hongkongu.
Telefon przedstawia nowy kierunek rozwoju fińskiej marki i odejście tym samym od systemu Symbian. W przeciągu kilku lat ma zostać on zastąpiony przez Windows Phone 7.
Nokia Lumia 710 to tańsza wersja Lumii 800 przeznaczony dla klasy średniej. Specyfikacja techniczna obydwu telefonów jest zbliżona, jednak zdecydowanie różnią się designem.

## Wygląd zewnętrzny
Cechą charakterystyczną Lumii 710 są wymienne tylne kolorowe obudowy. Na polskim rynku, klienci Nokia mają dostęp do 5 kolorów obudów:
- biały
- czarny
- czarno-różowy
- czarno-niebieski
- biało-niebieski

## Zastosowane technologie
Smartfon z systemem operacyjnym Microsoftu został wyposażony w procesor 1,4 GHz, 512 MB pamięci RAM oraz 8 GB pamięci wewnętrznej. Posiada 3,7-calowy, pojemnościowy ekran TFT ClearBlack o rozdzielczości 800 x 480 pikseli z pokrywą Gorilla Glass. W Nokia Lumia 710 zainstalowano odbiornik GPS z funkcją A-GPS oraz aparat fotograficzny o rozdzielczości 5 megapikseli z opcją autofocus i możliwością nagrywania filmów 720p (30 klatek/s).

## Aplikacje
Aplikacje zainstalowane standardowo na smartfonie Nokia Lumia 710:
- Nokia Drive – czyli odpowiednik Nokia Maps z modułem nawigacji samochodowej przygotowany pod system WP7.
- Nokia Muzyka – dostęp do jednego z największych sklepów z muzyką na świecie.
- Mix Radio – dostęp do setek kanałów muzycznych za pośrednictwem streamingu. Umożliwia stworzenie do 4 własnych playlist w oparciu o wybranych artystów lub gatunki muzyczne.
- Transfer – aplikacja do prostego przenoszenia kontaktów i danych użytkownika między systemami operacyjnymi iOS, Android i Symbian dzięki technologii Bluetooth
- Metro UI – interfejs użytkownika, którego podstawą są kafelki („ang. „tiles”). Można je w dowolny sposób dodawać, usuwać i przesuwać.
- Microsoft Office – pakiet narzędzi biurowych takich jak: Word, Excel, PowerPoint i OneNote.
- Windows Live SkyDrive – wirtualny dysk o pojemności 25 GB.
- Internet Explorer – mobilna wersja popularnej przeglądarki internetowej w wersji 9, która wykorzystuje technologię HTML 5.
- Windows Phone Store – sklep z grami i aplikacjami.
- XBOX Live - plik z twoimi grami sterowanymi przez system XBOX
- Marketplace - sklep z grami i aplikacjami
- Popularne aplikacje - aplikacja wyszukująca najpopularniejsze ostatnimi czasy aplikacje